# 1962 au Vatican
Chronologie du Vatican
- 1958
- 1959
- 1960
- 1961
- 1962
- 1963
- 1964
- 1965
- 1966

Cette page concerne les évènements survenus en 1962 au Vatican  :

## Évènement
- 11 octobre : Ouverture du IIe concile œcuménique du Vatican, également appelé concile Vatican II.